# Козино (Новосибирская область)
Козино — село в Усть-Таркском районе Новосибирской области. Входит в состав Козинского сельсовета.

## География
Площадь села — 139 гектаров.

## История
Основана в 1715 г. В 1926 г. состояла из 74 хозяйств, основное население — русские. В составе Чинявинского сельсовета Еланского района Омского округа Сибирского края.

## Население
| 2002 | 2007 | 2010 |
| ---- | ---- | ---- |
| 756  | ↘702 | ↘643 |

## Инфраструктура
В селе по данным на 2007 год функционируют 1 учреждение здравоохранения и 2 учреждения образования.